# Mrčić
Mrčić (izvirno srbsko Мрчић) je naselje v Srbiji, ki upravno spada pod Mesto Valjevo; slednja pa je del Kolubarskega upravnega okraja.
- Vas Mrčić - panorama
- Vas Mrčić - panorama
- Vas Mrčić - panorama - reka Banja
- Vas Mrčić - stari podeželski dom
- Vas Mrčić - stari podeželski dom
- Mrcic - panorama
- Mrcic - panorama
- Mrcic - panorama
- Mrcic - panorama
- Mrcic - panorama

## Demografija
V naselju živi 175 polnoletnih prebivalcev, pri čemer je njihova povprečna starost 49,0 let (50,8 pri moških in 47,5 pri ženskah). Naselje ima 79 gospodinjstev, pri čemer je povprečno število članov na gospodinjstvo 2,43.
To naselje je, glede na rezultate popisa iz leta 2002, večinoma srbsko, a v času zadnjih treh popisov je opazno zmanjšanje števila prebivalcev.
|  |

| Demografija | Demografija     | Demografija     |
| Leto        | Št. prebivalcev | Št. prebivalcev |
| ----------- | --------------- | --------------- |
|             |                 |                 |
|             |                 |                 |
|             |                 |                 |
|             |                 |                 |
| 1948        | 349             |                 |
| 1953        | 353             |                 |
| 1961        | 339             |                 |
| 1971        | 285             |                 |
| 1981        | 236             |                 |
| 1991        | 201             | 201             |
| 2002        | 196             | 192             |
|             |                 |                 |

| Etnična sestava po popisu iz leta 2002 | Etnična sestava po popisu iz leta 2002 | Etnična sestava po popisu iz leta 2002 | Etnična sestava po popisu iz leta 2002 | Etnična sestava po popisu iz leta 2002 |
| -------------------------------------- | -------------------------------------- | -------------------------------------- | -------------------------------------- | -------------------------------------- |
| Srbi                                   | Srbi                                   |                                        | 189                                    | 98,43%                                 |
| Slovenci                               | Slovenci                               |                                        | 1                                      | 0,52%                                  |
| Neznano                                | Neznano                                |                                        | 1                                      | 0,52%                                  |